# ATP Shenzhen Open 2017
ATP Shenzhen Open 2017 byl tenisový turnaj pořádaný jako součást mužského okruhu ATP World Tour, který se hrál na otevřených dvorcích s tvrdým povrchem Plexipave komplexu Shenzhen Longgang Sports Center. Probíhal mezi 25. zářím až 1. říjnem 2017 v čínském Šen-čenu jako čtvrtý ročník turnaje.
Turnaj s rozpočtem 731 680 amerických dolarů patřil do kategorie ATP World Tour 250. Nejvýše nasazeným hráčem ve dvouhře se stal čtvrtý tenista světa Alexander Zverev z Německa, kterého ve čtvrtfinále přehrál Damir Džumhur. Jako poslední přímý účastník do hlavní singlové soutěže nastoupil španělský 110. hráč žebříčku Marcel Granollers..
Po sérii šesti finálových porážek si třetí titul z okruhu ATP Tour odvezl Belgičan David Goffin. Premiérovou společnou účast na túře ATP proměnila rakousko-americká dvojice Alexander Peya a Rajeev Ram v turnajové vítězství.

## Rozdělení bodů a finančních odměn

### Rozdělení bodů
| Soutěž  | vítězové | finalisté | semifinalisté | čtvrtfinalisté | 16 v kole | 32 v kole | Q  | Q3 | Q2 | Q1 |
| ------- | -------- | --------- | ------------- | -------------- | --------- | --------- | -- | -- | -- | -- |
| dvouhra | 250      | 150       | 90            | 45             | 20        | 0         | 12 | 6  | 0  | 0  |
| čtyřhra | 250      | 150       | 90            | 45             | 0         | —         | —  | —  | —  | —  |

### Finanční odměny
| Soutěž                              | vítězové | finalisté | semifinalisté | čtvrtfinalisté | 16 v kole | 32 v kole | Q2     | Q1     |
| ----------------------------------- | -------- | --------- | ------------- | -------------- | --------- | --------- | ------ | ------ |
| dvouhra                             | $118 910 | $62 625   | $33 250       | $19 330        | $11 390   | $6 745    | $3 035 | $1 520 |
| čtyřhra                             | $36 125  | $18 990   | $10 290       | $5 90          | $3 450    | —         | —      | —      |
| částka ve čtyřhře je uvedena na pár |          |           |               |                |           |           |        |        |

## Mužská dvouhra

### Nasazení
| Stát                         | Hráč                | ATP | Nasazení |
| ---------------------------- | ------------------- | --- | -------- |
| Německo                      | Alexander Zverev    | 4.  | 1.       |
| Belgie                       | David Goffin        | 12. | 2.       |
| Německo                      | Mischa Zverev       | 27. | 3.       |
| Itálie                       | Paolo Lorenzi       | 38. | 4.       |
| Ukrajina                     | Alexandr Dolgopolov | 52. | 5.       |
| Bosna a Hercegovina          | Damir Džumhur       | 55. | 6.       |
| Portugalsko                  | João Sousa          | 57. | 7.       |
| USA                          | Donald Young        | 60. | 8.       |
| Žebříček ATP k 18. září 2017 |                     |     |          |

### Jiné formy účasti
Následující hráči obdrželi divokou kartu do hlavní soutěže:
- Nicola Kuhn
- Akira Santillan
- Čang Ce

Následující hráči postoupili z kvalifikace:
- Matthew Ebden
- Lloyd Harris
- Lukáš Lacko
- Čang Č’-čen

### Odhlášení
před zahájením turnaje
- Thomaz Bellucci → nahradil jej  Nicolás Kicker
- Tomáš Berdych → nahradil jej  Henri Laaksonen
- Čong Hjon → nahradil jej  Marcel Granollers
- Philipp Kohlschreiber → nahradil jej  Marius Copil
- Janko Tipsarević → nahradil jej  Alessandro Giannessi

## Mužská čtyřhra

### Nasazení
| Stát                                                                    | Hráč           | Stát        | Hráč             | ATP  | Nasazení |
| ----------------------------------------------------------------------- | -------------- | ----------- | ---------------- | ---- | -------- |
| Chorvatsko                                                              | Nikola Mektić  | USA         | Nicholas Monroe  | 64.  | 1.       |
| Rakousko                                                                | Alexander Peya | USA         | Rajeev Ram       | 88.  | 2.       |
| Brazílie                                                                | Marcelo Melo   | Německo     | Alexander Zverev | 105. | 3.       |
| Nizozemsko                                                              | Wesley Koolhof | Nový Zéland | Artem Sitak      | 108. | 4.       |
| Žebříček ATP k 17. září 2017; číslo je součtem umístění obou členů páru |                |             |                  |      |          |

### Jiné formy účasti
Následující páry obdržely divokou kartu do hlavní soutěže:
- Paj Jen /  Čang Č’-čen
- Kung Mao-sin /  Čang Ce

## Přehled finále

### Mužská dvouhra
- David Goffin vs.  Alexandr Dolgopolov, 6–4, 6–7(5–7), 6–3

### Mužská čtyřhra
- Alexander Peya /  Rajeev Ram vs.   Nikola Mektić /  Nicholas Monroe, 6–3, 6–2